# Clément Mignon
Clément Mignon (Aix-en-Provence, 21 de enero de 1993) es un deportista francés que compite en natación, especialista en el estilo libre.
Participó en dos Juegos Olímpicos de Verano, obteniendo una medalla de plata en Río de Janeiro 2016, en la prueba de 4 × 100 m libre, y el sexto lugar en Tokio 2020, en la misma prueba.
Ganó una medalla de bronce en el Campeonato Mundial de Natación de 2019 y tres medallas en el Campeonato Mundial de Natación en Piscina Corta, en los años 2014 y 2016. Además, obtuvo cuatro medallas en el Campeonato Europeo de Natación, en los años 2014 y 2016.

## Palmarés internacional
| Juegos Olímpicos                    | Juegos Olímpicos        | Juegos Olímpicos  | Juegos Olímpicos      |
| Año                                 | Lugar                   | Medalla           | Prueba                |
| ----------------------------------- | ----------------------- | ----------------- | --------------------- |
| 2016                                | Río de Janeiro (Brasil) | Medalla de plata  | 4 × 100 m libre       |
| Campeonato Mundial                  |                         |                   |                       |
| Año                                 | Lugar                   | Medalla           | Prueba                |
| 2019                                | Gwangju (Corea del Sur) | Medalla de bronce | 4 × 100 m libre mixto |
| Campeonato Mundial en Piscina Corta |                         |                   |                       |
| Año                                 | Lugar                   | Medalla           | Prueba                |
| 2014                                | Doha (Catar)            | Medalla de oro    | 4 × 100 m libre       |
| 2014                                | Doha (Catar)            | Medalla de bronce | 4 × 100 m estilos     |
| 2016                                | Windsor (Canadá)        | Medalla de plata  | 4 × 100 m libre       |
| Campeonato Europeo                  |                         |                   |                       |
| Año                                 | Lugar                   | Medalla           | Prueba                |
| 2014                                | Berlín (Alemania)       | Medalla de bronce | 4 × 100 m libre       |
| 2016                                | Londres (Reino Unido)   | Medalla de oro    | 4 × 100 m libre       |
| 2016                                | Londres (Reino Unido)   | Medalla de bronce | 4 × 100 m libre mixto |
| 2016                                | Londres (Reino Unido)   | Medalla de bronce | 100 m libre           |